# Hibo Nura
Hibo Mohamed Nur, còn được biết đến với cái tên Hibo Nura (Somali: Hibo Nuura, Hibo Maxamed Nuur; sinh 21 tháng 5 năm 1954) là một trong những ca sĩ Somalia nổi bật nhất.

## Lịch sử
Hibo Mohamed Hudon được gọi là "Hibo Nuura" được sinh ra ở Somalia vào năm 1954. Nuura bắt đầu sự nghiệp âm nhạc của mình khi còn là một thiếu niên vào năm 1968. Bà trở nên nổi tiếng với tư cách là thành viên của nhóm siêu âm nhạc Somalia Waaberi vào những năm 1972. và được biết đến với những bài hát tình yêu và những bài hát yêu nước, dân tộc. Sự nghiệp của bà kéo dài gần 50 năm, và trong thời gian đó, bà đã trở thành một trong những ca sĩ nữ Somalia được kính trọng nhất.
Bắt đầu khoảng năm 1992, Nuura chuyển ra nước ngoài. Bà ấy sống ở Minneapolis, Minnesota  và là một thẩm phán cho một lần nấu ăn sambusa vào năm 2011. bà trở lại Mogadishu 22 năm sau, vào tháng 9 năm 2014.
Đầu năm 2015, Nuura đã tham gia vào một cuộc gọi từ xa toàn cầu với mullahs Somali. Họ gây áp lực buộc bà phải chấm dứt sự nghiệp ca hát, khăng khăng rằng hát kèm theo âm nhạc là haram. Nuura tuyên bố rằng bà sẽ rời khỏi ngành công nghiệp âm nhạc vào tháng 2 năm 2015 vì lợi ích của Allah. Bà yêu cầu mọi người không nghe các bài hát của bà, nhưng chỉ ra rằng bà sẽ tiếp tục hát những bài hát dân tộc, yêu nước.